# Buggisch Peak
Buggisch Peak är en bergstopp i Antarktis. Den ligger i Västantarktis. Chile gör anspråk på området. Toppen på Buggisch Peak är 1 617 meter över havet, eller 91 meter över den omgivande terrängen. Bredden vid basen är 1,6 km.
Terrängen runt Buggisch Peak är kuperad åt nordost, men åt sydväst är den platt. Trakten är obefolkad. Det finns inga samhällen i närheten. 